# Dan Piraro

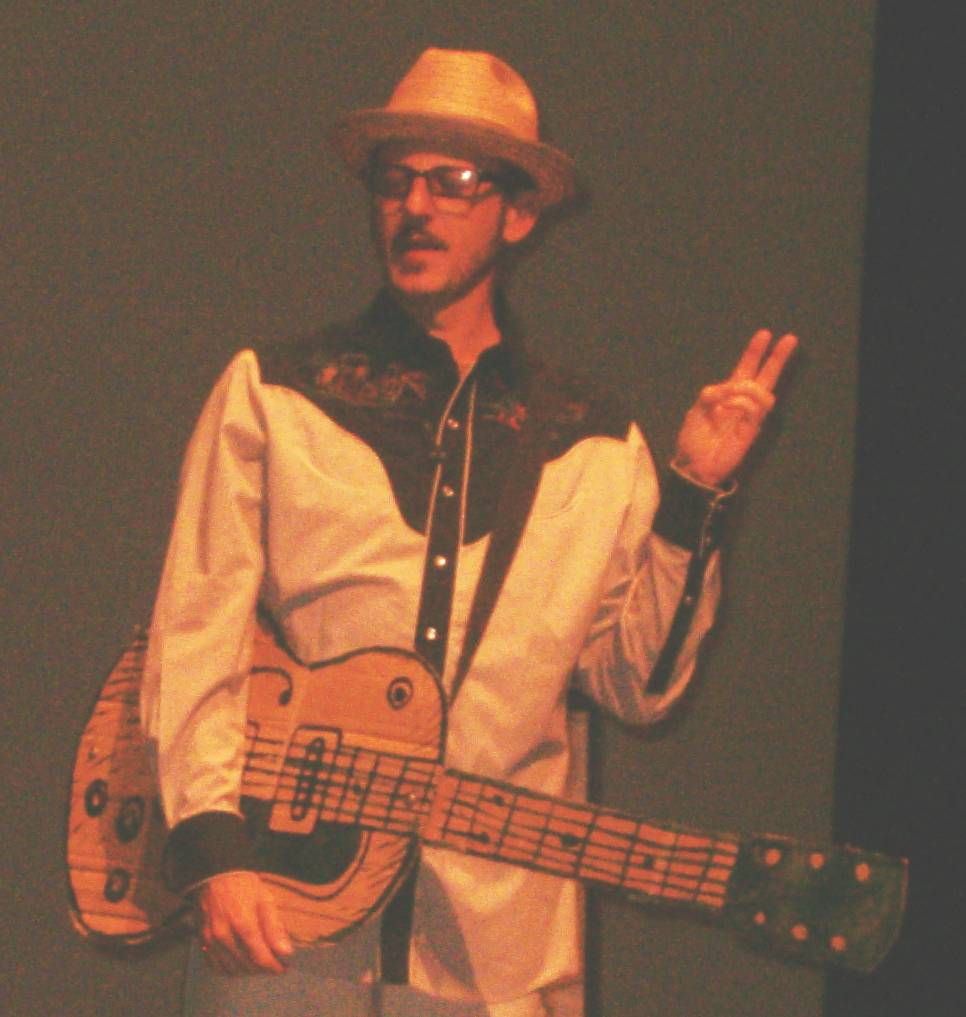
Dan Piraro [2006

Daniel Charles „Dan“ Piraro (* 1958 in Kansas City, Missouri) ist ein US-amerikanischer Cartoonist.
Piraro wuchs in Tulsa, Oklahoma auf, wo er die High School besuchte. Er lebte dann für viele Jahre in Dallas, Texas und lebt zurzeit in Brooklyn, New York City. Seit 1985 wird seine Cartoon-Serie Bizarro in mehreren Hundert Zeitungen veröffentlicht. Die Zeichnungen thematisieren das „normale“ Leben in einem surrealen, bizarren Gewand. Piraro versteckt in seinen Cartoons meistens kleine, symbolhafte Objekte: ein Augapfel (Das Auge des Betrachters), ein UFO (Das Ufo der Möglichkeit) oder ein Fischschwanz (Der Fisch der Demut). Um 2002 wurde Piraro Veganer. Dieser Umstand ist auch in seinem Werk sichtbar. Immer wieder tauchen vegane Themen wie Tierrechte oder Tierquälerei auf.
Bizarro-Cartoons wurden in Deutschland 2004 und 2005 in der Titanic abgedruckt. Seit 2011 veröffentlicht das Webportal web.de regelmäßig deutschsprachige Bizarro-Cartoons.

## Preise & Auszeichnungen (Auswahl)
- 2009: Reuben Award für Bizarro